# شهرستان شاینزا
شهرستان شاینزا (به لاتین: Xainza County) یک شهرستان‌های جمهوری خلق چین در چین است که در ناگچو واقع شده‌است. شهرستان شاینزا ۲۵٬۵۴۶ کیلومتر مربع مساحت و ۱۶٬۱۹۰ نفر جمعیت دارد.